# Maddie Rooney
Madeline S. (Maddie) Rooney (Duluth, 7 juli 1997) is een Amerikaans ijshockeyster. Ze nam in 2018 als doelman van het Amerikaanse ijshockeyteam deel aan de Olympische Winterspelen in Pyeongchang. Hier won het team olympisch goud.

## Biografie
Rooney speelde in haar jeugd in een jongensteam voor de Andover Youth Hockey Association. Daarnaast zat ze in het meisjesteam van de Andover High School. Om haar meer ijshockeyervaring op te laten doen, zorgde haar vader in haar laatste schooljaar ervoor dat ze ook daar bij de jongens mocht spelen. Met een reddingspercentage van .910 was ze een uitmuntende doelman.
Ze kreeg vervolgens een studiebeurs aangeboden van de Universiteit van Minnesota Duluth. Bij dat ijshockeyteam behaalde ze in haar tweede jaar een reddingspercentage van .942 en gemiddelde van tegengoals van 1.65. Dani Cameranesi en Kelly Pannek merkten de goede prestaties van Rooney op en wezen hun coach Robb Stauber op de talentvolle doelman. Ze werd al gauw toegevoegd aan het nationale team en mocht in 2017 als reservegoalie meedoen aan het WK ijshockey. In de enige wedstrijd waarin ze speelde, voorkwam ze dat tegenstander Rusland wist te scoren: de uitslag was 0-7 voor de Verenigde Staten. Daarna werd ze tijdens de Four Nations Cup bij drie van de vier wedstrijden ingezet als doelman en won ze met haar team de finale.
Begin 2018 werd ze geselecteerd voor het olympische ijshockeyteam en op de Olympische Winterspelen in Pyeongchang speelde ze bijna - op een na - alle wedstrijden. Rooney hielp in de finale met shoot-outs haar vaderland het olympisch goud te winnen. Het jaar erop kwam ze weer uit op het WK ijshockey en voor de tweede achtereenvolgende keer won ze met het team de gouden medaille.
1998:  Verenigde Staten · 
2002:  Canada · 
2006:  Canada · 
2010:  Canada · 
2014:  Canada · 
2018:  Verenigde Staten · 
2022:  Canada